# União das Freguesias de Gondomar (São Cosme), Valbom e Jovim
União das Freguesias de Gondomar (São Cosme), Valbom e Jovim ist die Stadtgemeinde (Freguesia) der portugiesischen Stadt Gondomar.
Die Gemeinde entstand am 29. September 2013 im Zuge der kommunalen Neuordnung Portugals aus dem Zusammenschluss der Gemeinden São Cosme, Valbom und Jovim. Hauptsitz ist São Cosme.
Auf einer Fläche von 23,32 km² leben 23.872 Einwohner (Stand: 30. Juni 2011).